# عبد القادر دجيلاني
عبد القادر دجيلاني (20 أكتوبر 1938 - 23 فبراير 2021) داعية إسلامي إندونيسي، وكاتب وناشط وسياسي شغل منصب عضو في البرلمان للفترة 2000-2004.
توفي دجيلاني في 23 فبراير 2021.